# Campeonato Cearense Série C 2016
In 2016 werd het dertiende Campeonato Cearense Série C gespeeld voor voetbalclubs uit de Braziliaanse staat Ceará. De competitie werd georganiseerd door de FCF en werd gespeeld van 14 september tot 16 oktober. Tianguá werd kampioen.

## Eerste fase
| Plaats | Club             | Wed. | W | G | V | Saldo | Ptn. |
| ------ | ---------------- | ---- | - | - | - | ----- | ---- |
| 1.     | Tianguá          | 4    | 3 | 0 | 1 | 4:2   | 9    |
| 2.     | Esporte Limoeiro | 4    | 2 | 1 | 1 | 6:5   | 7    |
| 3.     | Palmácia         | 4    | 0 | 1 | 3 | 5:8   | 1    |

|  | Geplaatst voor finale |

## Finale
|                  |                                   |       |                  |                                               |
| 16 oktober 16:00 | Tianguá                           | 3 – 1 | Esporte Limoeiro | Estádio Agenorzão, Iguatu Toeschouwers: 3.300 |
| 16 oktober 16:00 | Jamie Dean 3' Wellington 50', 51' |       | 36' Thiago       | Estádio Agenorzão, Iguatu Toeschouwers: 3.300 |

### Kampioen
| Campeonato Cearense de 2016 - Série C |
| Ceará                                 |
| ------------------------------------- |
| TIANGUÁ Kampioen (1° titel)           |